# 諾伊恩海恩湖

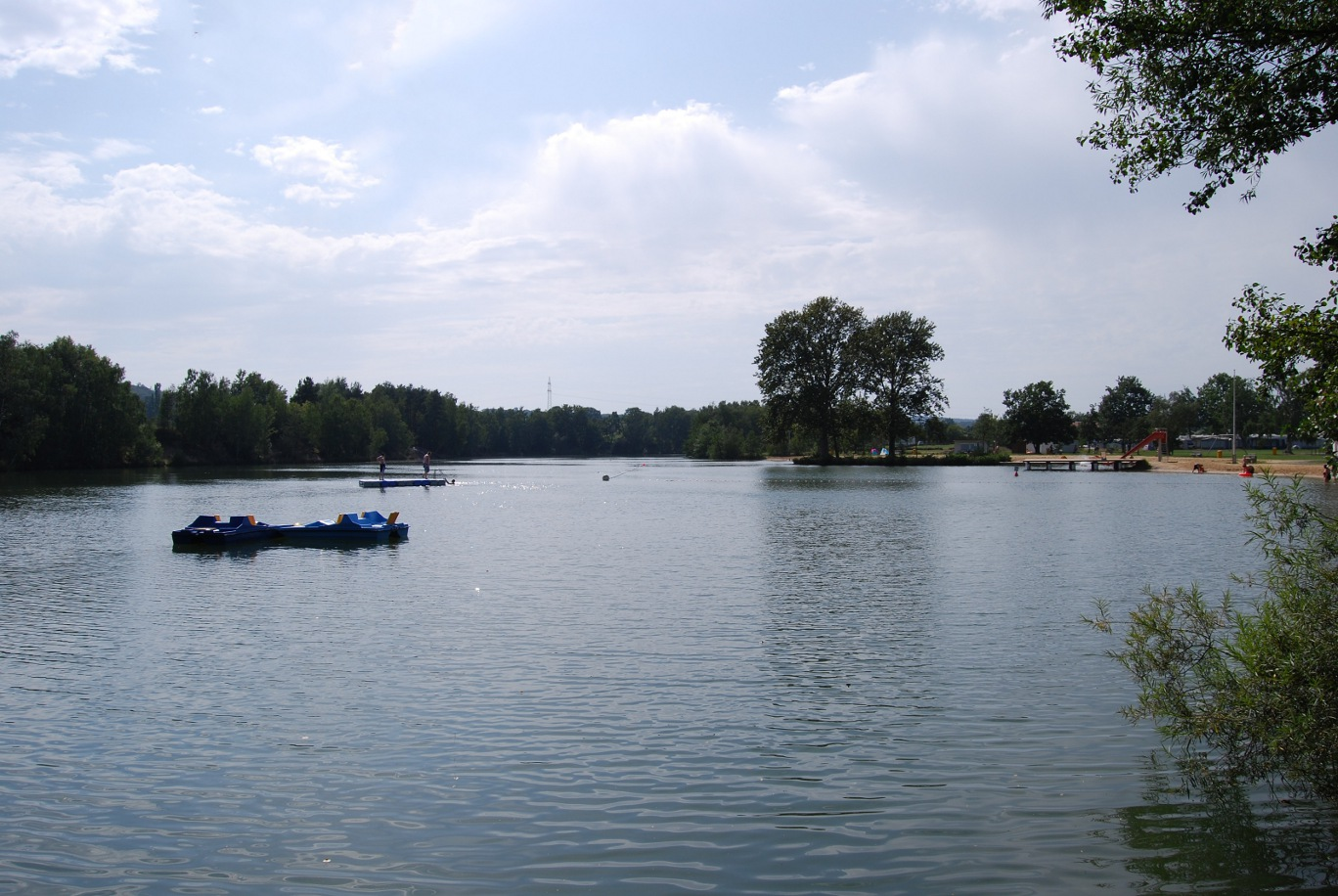

50°59′35″N 9°16′5″E / 50.99306°N 9.26806°E
諾伊恩海恩湖（德語：Neuenhainer See），是德國的湖泊，位於該國中部，由黑森州負責管轄，處於施瓦爾姆-埃德爾縣，長0.4公里、寬0.1公里，面積0.04平方公里，海拔高度190米，平均水深6.3米，最大水深14.1米。